# Каталог Цвикки
Катало́г Цви́кки — опубликованный в 1961—1968 годах в издательстве Калифорнийского технологического института «Каталог галактик и скоплений галактик» (Catalogue of galaxies and of clusters of galaxies — CGCG) (см. библиографическое описание ниже), основанный на анализе фотографических снимков, сделанных в Паломарской обсерватории. Содержит 31 350 галактик и 9134 скопления  галактик. 

## Описание каталога
Каталог содержит список галактик и скоплений галактик, наблюдаемых вплоть до предела чувствительности (около 15 звёздной величины) 1,2-метрового (48-дюймового) телескопа Шмидта Паломарской обсерватории (Palomar Mountain), США. Он включает только «богатые» скопления, включающие как минимум 50 галактик, имеющих диапазон светимости от m_max до m_max+3, где m_max — наблюдаемая фотографическая звёздная величина самой яркой галактики в скоплении. Положение приводится с точностью до угловой минуты по склонению и одной десятой угловой минуты по прямому восхождению. Класс дальности определяется по радиальной скорости (RADVEL) следующим образом:
- Близкие (Near): RADVEL <= 15 000 км/с
- Средней дальности (MD = medium distant): 15000 Km/sec < RADVEL <= 30 000 км/с
- Далёкие (D = distant): 30000Km/sec < RADVEL <= 45 000 км/с
- Очень далёкие (VD = very distant): 45000 Km/sec < RADVEL <= 60 000 км/с
- Сверхдалёкие (ED = extremely distant): RADVEL > 60 000 км/с

Населённость скопления (the population of a cluster) — это число галактик, которое подсчитывается в границах кластера за вычетом оцениваемого числа удалённых (background) галактик, попавших на площадь кластера.
Диаметр скопления определяется как диаметр круга с площадью, равной площади скопления на стандартной фотопластинке.

## Поля таблиц каталога
| Название | Тип переменной | Значение |
| -------- | -------------- | --- |
| number   | I              | Порядковый номер |
| r_a      | I              | Прямое восхождение (Right Ascension) |
| dec      | I              | Склонение (Declination) |
| type     | I              | Тип: 1 : открытый кластер (open cluster) 2 : средний компактный кластер (medium compact cluster) 3 : компактный кластер (compact cluster) |
| pop      | I              | Населённость (число галактик-членов) Population in number of galaxies                                                                     |
| diam     | F              | Диаметр (в см на PSS фотопластинке) Diameter in cm. on the PSS plate                                                                      |
| dist     | I              | Класс дальности (см. выше) Distance class                                                                                                 |
| nf1      | I              | identification : field number |
| n1       | I              | " : cluster number |
| nf2      | I              | identification : field number |
| n2       | I              | " : cluster number |
| nf3      | I              | identification : field number |
| n3       | I              | " : cluster number |
| nf4      | I              | identification : field number |
| n4       | I              | " : cluster number |

Производные параметры
| Название | Тип переменной | Значение                                                 |
| -------- | -------------- | -------------------------------------------------------- |
| _diam    | F              | Диаметр, ['] (Diameter in ')                             |
| _ra      | F              | Прямое восхождение эпохи 2000 г. (J2000 Right Ascension) |
| _de      | F              | Склонение эпохи 2000 г. (J2000 Declination)              |
| _lii     | F              | Галактическая долгота (Galactic Longitude)               |
| _bii     | F              | Галактическая широта (Galactic Latitude)                 |
| _L       | F              | Супер-галактическая долгота (SuperGalactic Longitude)    |
| _B       | F              | Супер-галактическая широта (SuperGalactic Latitude)      |